# گروه مالی میزوهو

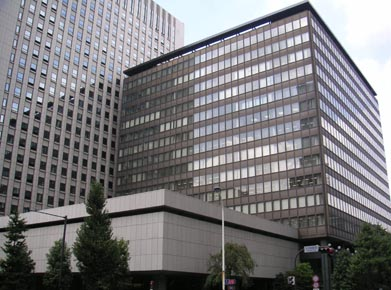
ساختمان مرکزی گروه مالی میزوهو در اوته‌ماچی، چیودا، توکیو

گروه مالی میزوهو (به ژاپنی: 株式会社みずほフィナンシャルグループ) شرکت هلدینگ خدمات مالی و بانکداری ژاپنی است، که پس از گروه مالی میتسوبیشی یواف‌جی به‌عنوان دومین موسسهٔ مالی بزرگ در کشور ژاپن به‌شمار می‌آید.
گروه مالی میزوهو در سال ۲۰۰۱ با ادغام بانک فوجی، بانک صنعتی ژاپن و دایی-ایچی کانگیو بانک تأسیس شد و در حال حاضر بخش بانکداری آن؛ بانک میزوهو پس از بانک میتسوبیشی یواف‌جی دومین بانک ژاپن می‌باشد، همچنین با سرمایه در گردشی معادل ۲ تریلیون دلار، به‌عنوان نهمین بانک بزرگ جهان بر پایه میزان ارزش بازار سرمایه شناخته می‌شود.
دفتر مرکزی این شرکت در منطقه اوته‌ماچی، چیودا، توکیو قرار دارد و بخشی از سهام آن در بازارهای بورس نیویورک، بورس اوساکا و بورس توکیو دادوستد می‌شود. در سال ۲۰۱۲ در فهرست فوربز جهانی ۲۰۰۰ در رتبه ۵۹ از بزرگترین شرکت‌های جهان قرار داشت.